# Långholmsgatan

Långholmsgatan är en 500 meter lång gata på Södermalm i Stockholm. Gatan sträcker sig från Västerbrons södra fäste i norr vid korsningen med Heleneborgsgatan till Hornstull och Liljeholmsbrons norra fäste i söder vid korsningen med Hornsgatan. Namnet syftar på den närbelägna Långholmen, som ligger strax norr om gatan på andra sidan Pålsundet.
| Långholmsgatan mot syd med Hornstull i bakgrunden. |  | Långholmsgatan mot norr med Västerbron i bakgrunden. |
| Långholmsgatan mot syd med Hornstull i bakgrunden. |  | Långholmsgatan mot norr med Västerbron i bakgrunden. |

Långholmsgatan fick sitt namn i samband med namnrevisionen 1885 inför nyregleringen av stadsplanen på västra Södermalm. Namnet avsåg en planerad gata från Söder Mälarstrand till ”strandplatsen vid Jacobsberg” (Jakobsberg var en nu riven gård som låg strax sydväst om korsningen Hornsgatan och Långholmsgatan). I färdigt skick kom Långholmsgatan att, tillsammans med västligaste delen av Högalidsgatan, motsvara den tidigare gatusträckning som kallats Spinnhusgatan (1820) och Långholmsvägen (1850).
Många av Långholmsgatans bostadshus tillkom åren 1911–1914. Detta var en lugn men fattig del av Södermalm. Arbetarförfattarna Erik Asklund och Josef Kjellgren växte upp på Långholmsgatan, som då var en utkant av Söder. ”I min barndom var Långholmsgatan som en liten småstadsgata, tyst och stillsam med gamla åkerier vid Västerbrons nuvarande södra brofäste”, skriver Erik Asklund. Det hela skulle ändra sig när Västerbron invigts i november 1935. Den täta trafiken mellan de två stora broarna Västerbron och Liljeholmsbron leddes nu genom Långholmsgatan och 1945–1962 utgjorde gatan en del av det som kallades riksväg 1, 1962–1966 kallad E4/E3. Det fanns planer på att bredda hela Långholmsgatan från 24 meter till 48 meter, men så blev det inte. Breddningen genomfördes i gatans södra del och stannade i höjd med Högalidsspången.
I augusti 1966 flyttades E4/E3 till den nybyggda Essingeleden, men trafiken på Långholmsgatan har fortsatt att vara betydande. Kollektivtrafiken bidrar också till trafikintensiteten med lokalbussar, blåbusslinje 4 samt den i april 1964 öppnade tunnelbanestationen Hornstull vid gatans södra del.
Över gatan, vid Långholmsgatan 15, går Högalidsspången, en gång- och cykelbro som förbinder Högalidsparken i öster med Bergsundsområdet väster om gatan. Här finns sedan år 2013 handelscentrum Hornstull med två nya torg.